# Avenida Corrientes

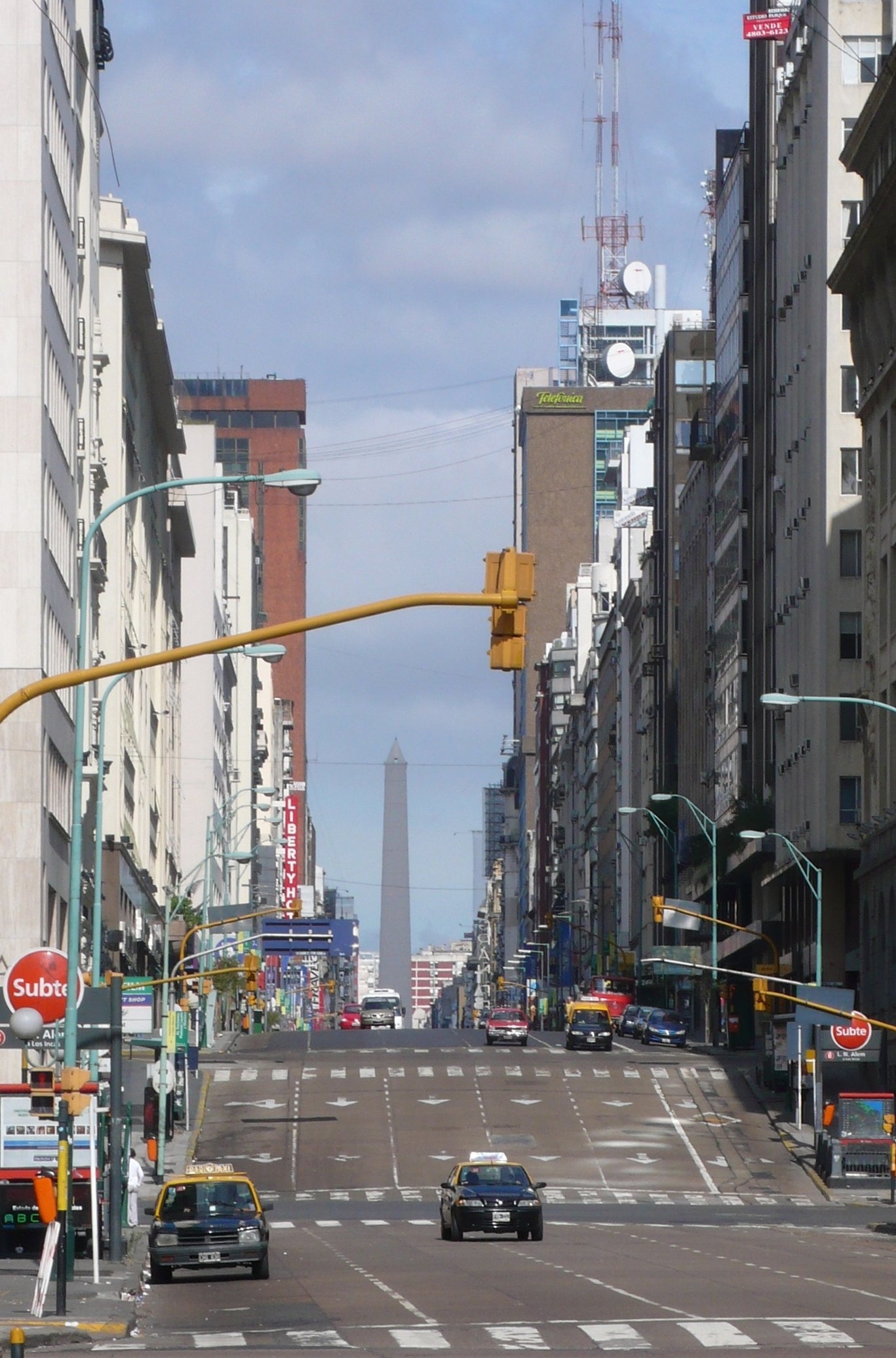
Avenida Corrientes

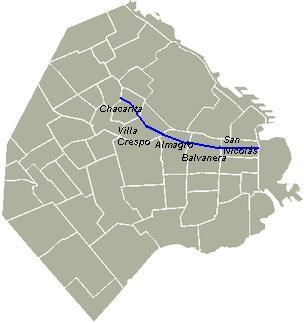

A Avenida Corrientes é uma das principais e mais famosas ruas de Buenos Aires sendo o eixo da vida noturna e boêmia da cidade.
Em seus bares e teatros o tango tomou a sua forma atual, e em toda a sua história foi interpretado por grandes orquestras e cantores, dentre eles o grande ídolo Carlos Gardel. Seus teatros desaparecidos Politeama Argentino, Apolo e o velho Teatro Ópera foram cenário dos mais altos expoentes da ópera mundial, assim como o nascimento do considerado teatro nacional: o drama gaúcho Juan Moreira.